# Ziva Kunda
Ziva Kunda (ur. 13 czerwca 1955 w Tel Awiwie, zm. 24 lutego 2004) – psycholog społeczna.

## Życiorys
W 1978 roku uzyskała bakalaureat z psychologii na Uniwersytecie Hebrajskim w Jerozolimie. Swoją edukację kontynuowała na Uniwersytecie Michigan, gdzie otrzymała magisterium i doktorat (1985). Autorka znanej pracy Social Cognition: Making Sense of People. Przed swoją śmiercią w 2004 roku zaczęła pisać autobiografię.
Od 1985 roku była adiunktem na Uniwersytecie w Princeton. W 1992 roku została powołana na stanowisko profesora nadzwyczajnego na Uniwersytecie w Waterloo. Od 1997 roku profesor zwyczajny.

## Wybrana twórczość
- The case for motivated inference (1990)
- Social cognition: Making sense of people (1999)